# (394) Ардуина
(394) Ардуина (лат. Arduinna) — небольшой астероид главного пояса, принадлежащий к светлому спектральному классу S. Он был открыт 19 ноября 1894 года французским астрономом Альфонсом Борелли в Марсельской обсерватории и назван в честь Ардуинны, кельтской богини охоты.

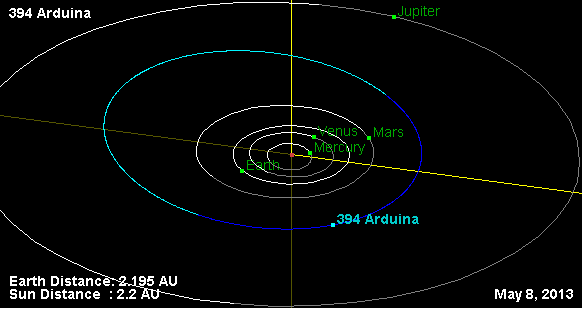
Орбита астероида Ардуина и его положение в Солнечной системе